# جرانة (النادرة)

تعديل مصدري - تعديل

جرانة هي إحدى قرى عزلة الفجرة بمديرية النادرة التابعة لمحافظة إب، بلغ تعداد سكانها 208 نسمة حسب تعداد اليمن لعام 2004.